# Sigurnost (od prijetnji)
Sigurnost (u kontekstu eng. security, ne eng. safety) je stupanj zašite od opasnosti, štete, gubitka ili kriminalne aktivnosti. Sigurnost kao oblik zaštite čine strukture i procese koji davaju ili poboljšavaju sigurnost kao stanje. Institut za sigurnost i otvorene metodologije (The Institute for Security and Open Methodologies (ISECOM) u dokumentu OSSTMM 3 definira sigurnost kao oblik zaštite gdje se pravi razilika nečeg vrijednog i opasnosti.
Sigurnost treba usporediti s povezanim konceptima: sigurnosti (od opasnosti), kontinuitetom i pouzdanosti. Ključna razlika između sigurnosti i pouzdanosti je da sigurnost mora spriječiti poteze ljudi koji se spremaju uzrokovati uništenje.

## Vanjske poveznice
|  | Zajednički poslužitelj ima još gradiva o temi Sigurnost (od prijetnji) |